# 4709 Ennomos

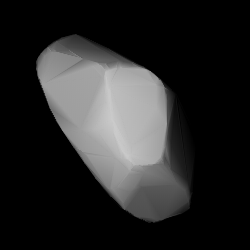
modello 3D dell'asteroide 4709 Ennomos

4709 Ennomos è un asteroide troiano di Giove del campo troiano. Scoperto nel 1988, presenta un'orbita caratterizzata da un semiasse maggiore pari a 5,2425014 UA e da un'eccentricità di 0,0211914, inclinata di 25,45067° rispetto all'eclittica.
L'asteroide è dedicato a Ennomo di Misia, indovino ucciso da Achille.